# Пимоненко Микола Корнилович
Мико́ла Корни́лович Пимоне́нко (9 (21) березня 1862, Київ, Київська губернія, Російська імперія — 26 березня (8 квітня) 1912, Київ, Російська імперія) — український художник-живописець, академік живопису Петербурзької академії мистецтв, член Паризької інтернаціональної спілки мистецтв і літератури, автор багатьох картин на сільську та міську тематику.

## Життєпис

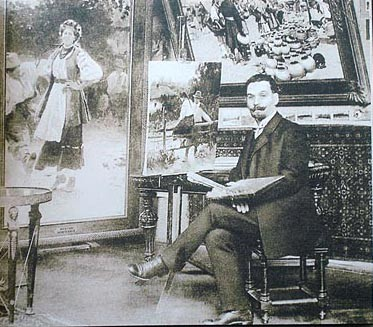
Микола Пимоненко у майстерні. Поруч картина «Гопак»

Микола Пимоненко народився у Києві 1862 року в родині майстра іконопису. Батько — Корнилій Данилович Пимоненко споруджував вівтарі й розписував церкви. З 1873 року допомагав батьку розписувати церкви на Київщині. 
1875 року навчався у іконописній майстерні Іванова. 
З 1876 року навчався у Київській рисувальній школі. Учень відомих українських художників Миколи Мурашка, Йосипа-Казимира Будкевича, Харитона Платонова. У 1881 році склав іспит при Київському навчальному окрузі, вчителював у Каневі. Його екзаменаційні роботи були надіслані до Петербурзької Імператорської академії мистецтв, і за рішенням її Ради від 3 грудня 1881 року отримав звання вчителя малювання в нижчих загальноосвітніх навчальних закладах.
З вересня 1882 року навчався в Петербурзькій академії художеств, яку через хворобу легенів залишив у квітні 1884 року. Нагороджений двома малими та однією великою срібними медалями Петербурзької академії мистецтв.
Повернувшись до Києва, з вересня 1884 року викладав у Художній школі Миколи Мурашка. Після її закриття, у 1900 році, обійняв посаду штатного викладача малювання Київського політехнічного інституту, на якій пропрацював до останніх днів життя. Водночас, до 15 січня 1905 року викладав у новоствореному Київському художньому училищі, одним з організаторів якого він був.
У жовтні 1884 року брав участь у розписах Кирилівської церкви. У 1890-х роках брав участь у розписах Володимирського собору в Києві. Виконав образи Святої Анни і Миколи Мірлікійського та деякі образи на фронтоні. У 1897 році за ці розписи отримав орден Святої Анни III ступеня.
У 1891 році отримав звання почесного вільного общника Академії мистецтв. З 1899 року і до кінця життя — дійсний член Товариства пересувних художніх виставок. Член Товариства мюнхенських художників і Паризького інтернаціонального союзу мистецтв та літератури.
У листопаді 1904 року Рада імператорської Академії мистецтв «за відомість у художній царині» присвоїла йому звання академіка живопису.
1909 року експонував у Парижі в Салоні Товариства французьких художників картину «Гопак», яку пізніше придбав Лувр.
9 березня 1910 року громадськість відзначила 25-річчя творчої і громадської діяльності художника. Видано альбом його репродукцій. За картину «Гопак» отримав міжнародну премію «Ment on honorable». Відбулася виставка його картин у Лондоні.
1893 року одружився з донькою академіка живопису Володимира Орловського. У шлюбі народилися дві доньки Раїса та Ольга і син Микола.
З дружиною Олександрою і дітьми проживав в окремому флігелі, побудованому в Києві на території садиби В. Орловського (садиба по вулиці Гоголівській, 28 збереглася понині, про її колишніх мешканців нагадує меморіальна дошка). Щоліта працював у селі Малютянка на Київщині, де обладнав власну майстерню.
Помер у Києві 26 березня (8 квітня) 1912 року від хвороби печінки. Похований на Лук'янівському цвинтарі в Києві. На посмертній виставці в Академії мистецтв, яка відбулася на початку 1913 року, експонувалися 184 картини, 419 етюдів, 112 малюнків олівцем. Всього ж малярська спадщина Пимоненка налічує понад 1 000 робіт, серед яких кілька сотень закінчених живописних полотен.

## Творчий здобуток
Видатний український художник-жанрист. Зробив значний внесок у створення національної школи реалістичного мистецтва.

### Вибране
- Гальорка (1885)
- Засватана (1886)
- В розлуці (1886)
- Після аукціону (1886)
- В чистий четвер (варіанти 1887 та 1891)
- Художник (1887)
- На канікулах (1887)
- Святкові гадання (Різдвяні ворожіння) (1888)
- Жниця (1889)
- Афанасій Іванович і Хавронія Никифорівна (1889)6
- Сліпа стара жінка (кін. 1880-х)
- Атакований (1890)
- Біля дороги (1890)
- Весілля в Київській губернії (1891)
- Великодня утреня (1891)
- Свати (1893)
- Ворожіння (1893)
- Рекрути (1893)
- На базар (1893)
- По воду (1893)
- Парубки (1894)
- Сіренький деньок (1894)
- Дівчина з відром (1894)
- Посварилися (1894)
- Молодиця (1890-і)
- Київський вокзал
- Не жартуй (1895)
- Жнива в Україні (1896)
- На ярмарку (1898)
- Жертва фанатизму (1899, існують дві авторські копії)
- * Київська квіткарка (варіанти 1899 та 1908)
- В саду (1899)
- Молода господарка (1899)
- Після сінокосу перед грозою (1890-ті)
- Віночок на Івана купала (1890-ті)
- Самосуд (1900)
- З лісу (1900)
- Цигани (1900)
- Останній промінь (Вечоріє) (1900)
- Діти художника (поч. 1900-х)
- Брід (1901)
- На Дніпрі (1901)
- Плугатар (1901)
- У похід (1902)
- У ворожки (1902)
- Ревність (1902)
- Продавщиця полотна (1902)
- Вихід з церкви в Страсний четвер (варіанти 1904 і 1907)
- Вечір (1904)
- Ярмарка (1904)
- Квочка (1904)
- Українська ніч. Побачення (1905)
- Літо (1906)
- Перед грозою (1906)
- Рибалки на Дніпрі (1906)
- Суперники (1906)
- Сінокіс (1906)
- Зустріч з земляком (1908)
- Ідилія (1908)
- Весілля в Україні (1908)
- Побачення (1908)
- Суперниці. Біля колодязя (1909)
- Гопак (1909)
- Дівчина (1900-ті)
- У затінку (кінець 1900-х)
- Проводи запасних (1910)
- Гуси, додому (1911)
- Маруся (1911)
- Після дощу (1911)
- Нарада (1911)
- Хохлушка (1911)
- У сонячний день (1911)
- На містках. Праля (1900-ті)

Відомий також як портретист — автопортрет (1886), портрети художника Миколи Мурашка (1888), І. Мацнєва (1895), Лазаря Бродського (1897), Олександра Терещенка (1910), портрети рідних — дружини Олександри (1893), дочки Раїси (кінець 1890-х), дочки Ольги (1902), сина Миколи (1906).
У селі Малютянка, де була дача живописця, діє Музей Миколи Пимоненка. Ряд творів художника зберігається у Національному художньому музеї України.
Великий успіх мала картина художника «Гальорка» (1885). На цьому полотні автор створив переконливі, життєво-правдиві образи представників різних верств міського населення. Усі вони по-різному сприймають безсмертну комедію Гоголя «Одруження», але на обличчях кожного з них непідробні почуття, що так вдало передав автор твору.
У 1885—1887 роках, стверджує Ігор Шаров, у творчості Миколи Пімоненка відчутні наполегливі пошуки своєї теми і засобів її розв'язання. В цей час на академічних виставках з'являються його картини «Після аукціону», «На канікулах» та інші, а вже наприкінці 1880-х років провідною темою його творчості є зображення життя українського села. Великий успіх мала його картина «Святочне ворожіння», яка експонувалась на академічній виставці 1888 року. Художня критика високо оцінила це полотно.
Микола Пимоненко — визнаний майстер побутового жанру. Теми і сюжети його творчості невибагливі, життєві, тим, безперечно, глибоко вражаючі і хвилюючі. Увага митця зосереджена на показі праці, побуту, звичаїв, повсякденного життя селянства (весілля, побачення, повернення з роботи, сватання, тощо).

## Пимоненко та Лувр

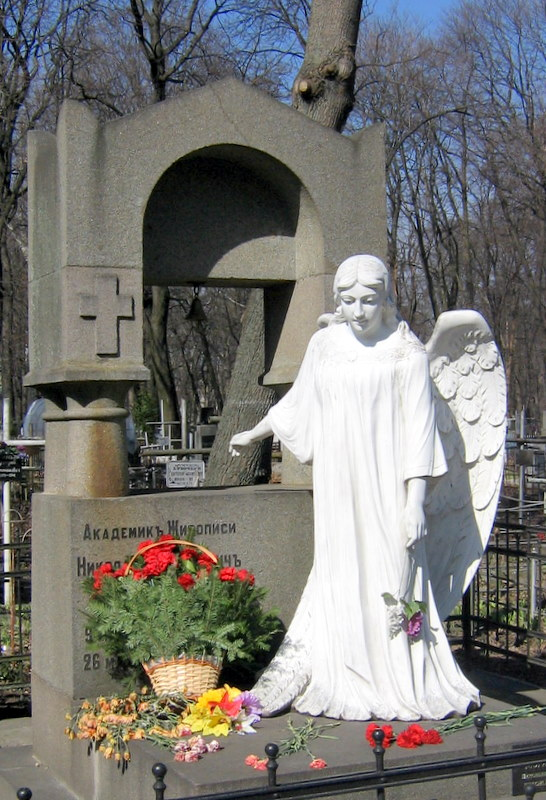
Могила на Лук'янівському цвинтарі

Збереглася фотографія Миколи Пимоненка в інтер'єрі його майстерні. Перед ним на мольберті стоїть значних розмірів полотно «Гопак» із зображенням танцюючої дівчини. Такою — веселою, темпераментною «увірвалася» українська селянка в світ рафінованого паризького життя. Картина з успіхом експонувалася на виставці в паризькому Салоні (1909), і її придбав музей Лувру.
Окрім Лувру, творчістю Пимоненка зацікавилися і в Німеччині. У 1904 році один з мюнхенських музеїв придбав картину «Великий четвер». У Національному художньому музеї зберігається авторська копія картини менших розмірів кінця 1900-х років.

## Повторення в сюжетах
Відомо, що Пимоненко інколи повторювався у власних сюжетах, звертаючись до однієї і тієї ж теми декілька разів.
Відомо щонайменше три варіанти картини «Жертва фанатизму» — у Національному художньому музеї України (полотно, олія 89,5×120,5 см), Дніпровському художньому музеї (полотно, олія 113×145 см, 1898 рік) та Харківському художньому музеї (полотно, олія 180×244 см, 1898 рік).
Існує декілька варіантів картини «Різдвяне ворожіння» — у Державному Російському музеї (полотно, олія, 110×76 см, 1888 рік), у Національному художньому музеї України (полотно, олія 57×35 см) та Полтавському художньому музеї ім. Миколи Ярошенка.
Картина «Великодня утреня» теж існує в декількох варіантах — у Рибінському державному історико-архітектурному та художньому заповіднику (полотно, олія 133×193 см, 1891 рік), Херсонському художньому музеї імені Олексія Шовкуненка (полотно, олія, початок XX століття), Національному музеї «Київська картинна галерея» (незавершений варіант, полотно, олія 51×69 см).

## Цікаві факти
- Картина «До дому» послужила причиною скандалу в середовищі передвижників. Картина без дозволу художника стала прототипом горілчаної етикетки «Спотикач», що випускалася горілчаним фабрикантом Шустовим. Передвижники написали гнівного листа Пимоненку, звинувативши його в продажності. Художник був змушений подати у суд на фабриканта з вимогою вилучити з продажу «Спотикач», а етикетку знищити[2].
- У 2006 році поставлений «абсолютний світовий рекорд продажів художника Пимоненка»[3] — картину «Продавщиця полотна», (1901), було продано з аукціону за 160 тисяч доларів США.

## Музеї та пам'ятні місця
- У 1952 році на будинку № 28, що знаходиться на Гоголівській вулиці у Києві (колишній маєток Володимира Орловського), де у 1883—1912 роках жив та працював художник, встановлена меморіальна дошка (архітектор М. Говденко).
- У 1959 році іменем Миколи Пимоненка названа вулиця у місті Київ (колишня Монастирська вулиця).
- У 1983 році до століття художника письменник Чіп Борис Миколайович створив історико-біографічний роман «Микола Пимоненко».
- У 1993 році іменем Миколи Пимоненка названа вулиця у Львові (колишня Донбасівська вулиця).
- У 1997 році у селі Малютянка, Фастівського району Київської області відкритий музей Миколи Пимоненка[4].

## Галерея

### Росія

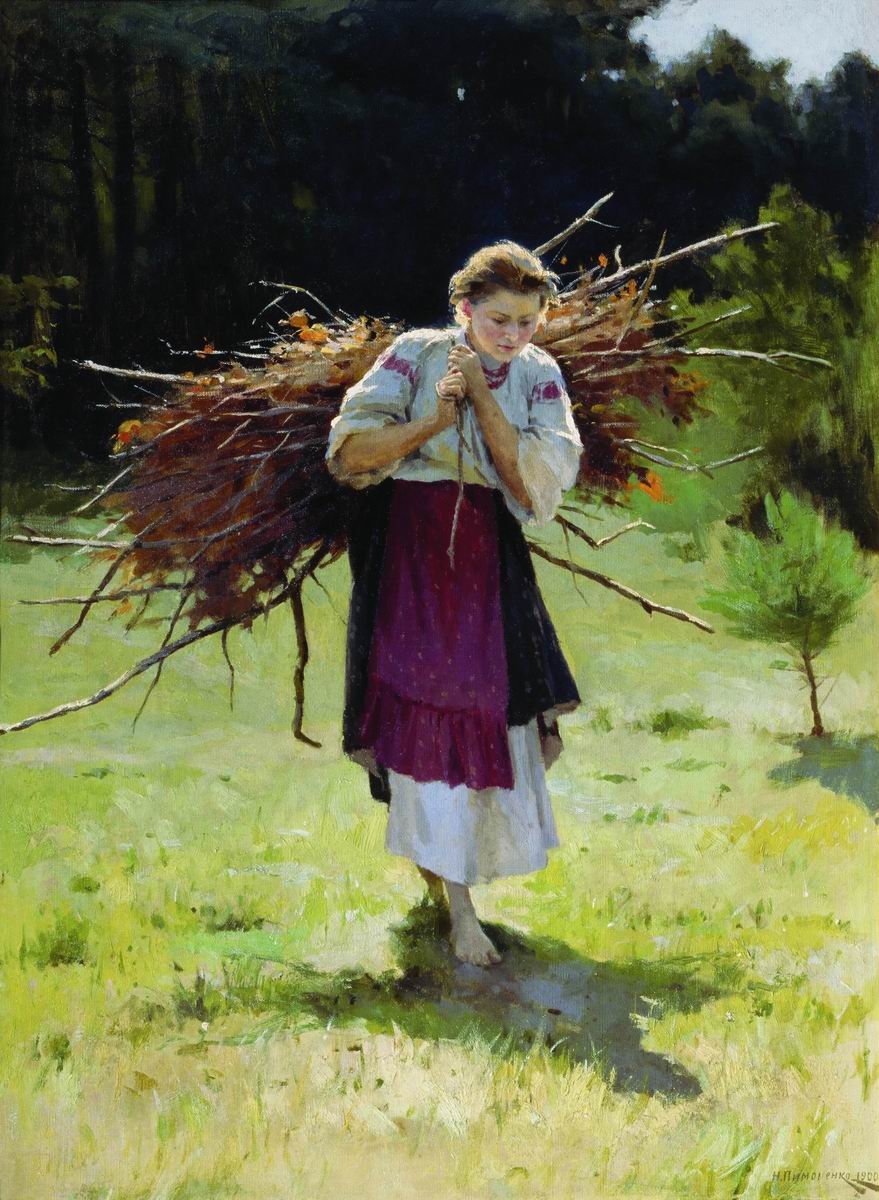
З лісу (1900),  полотно, олія, Державна Третьяковська галерея, Москва
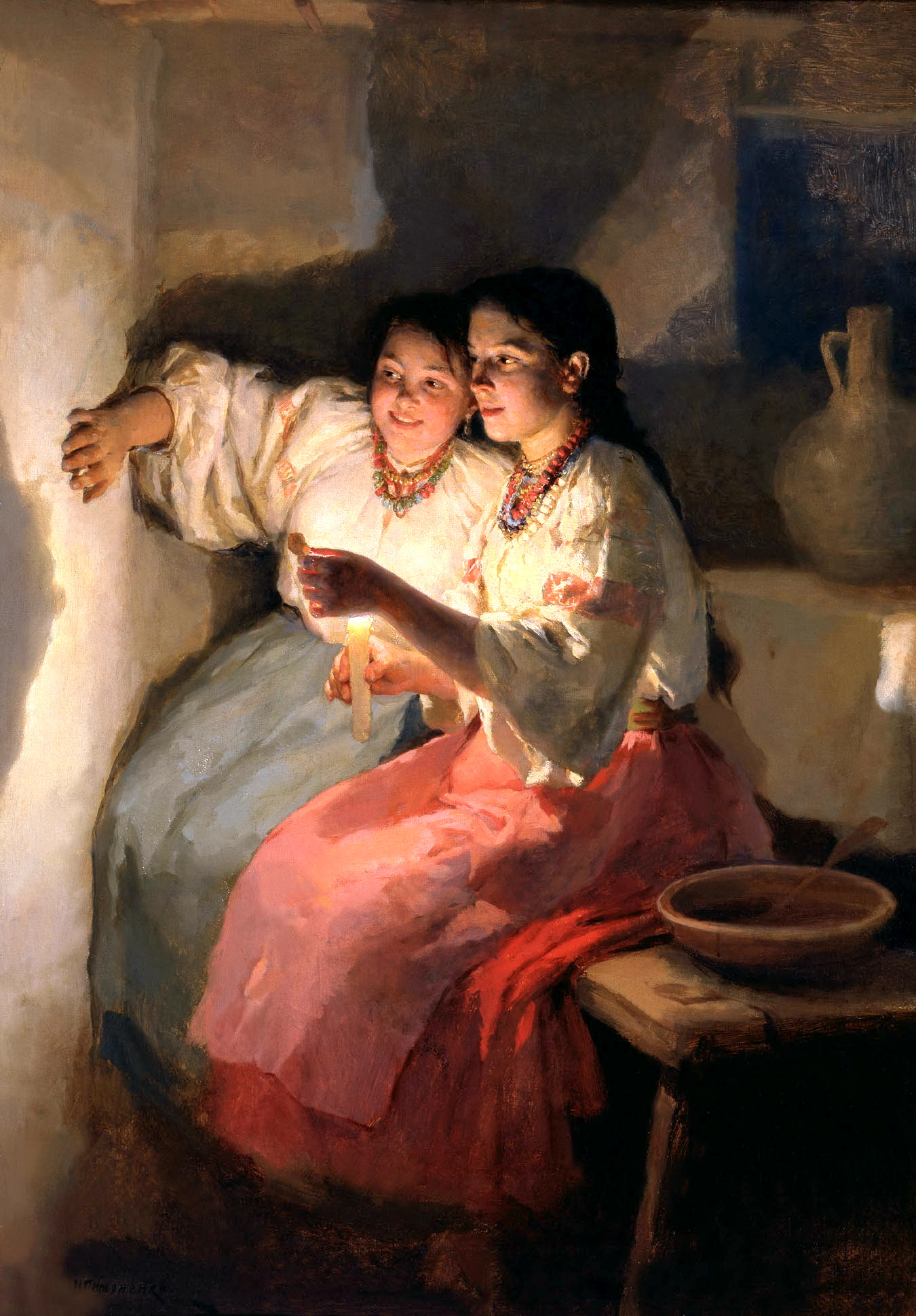
Різдвяні ворожіння (1888),  полотно, олія, Державний Російський музей
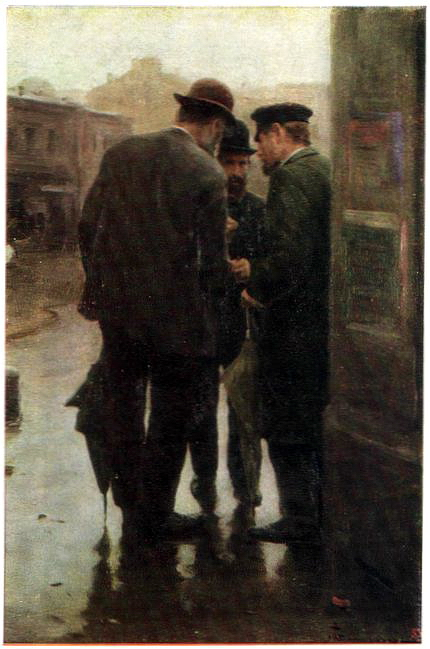
Бесіда (раніше 1912),  полотно, олія, Костромський державний історико-архітектурний та художній заповідник
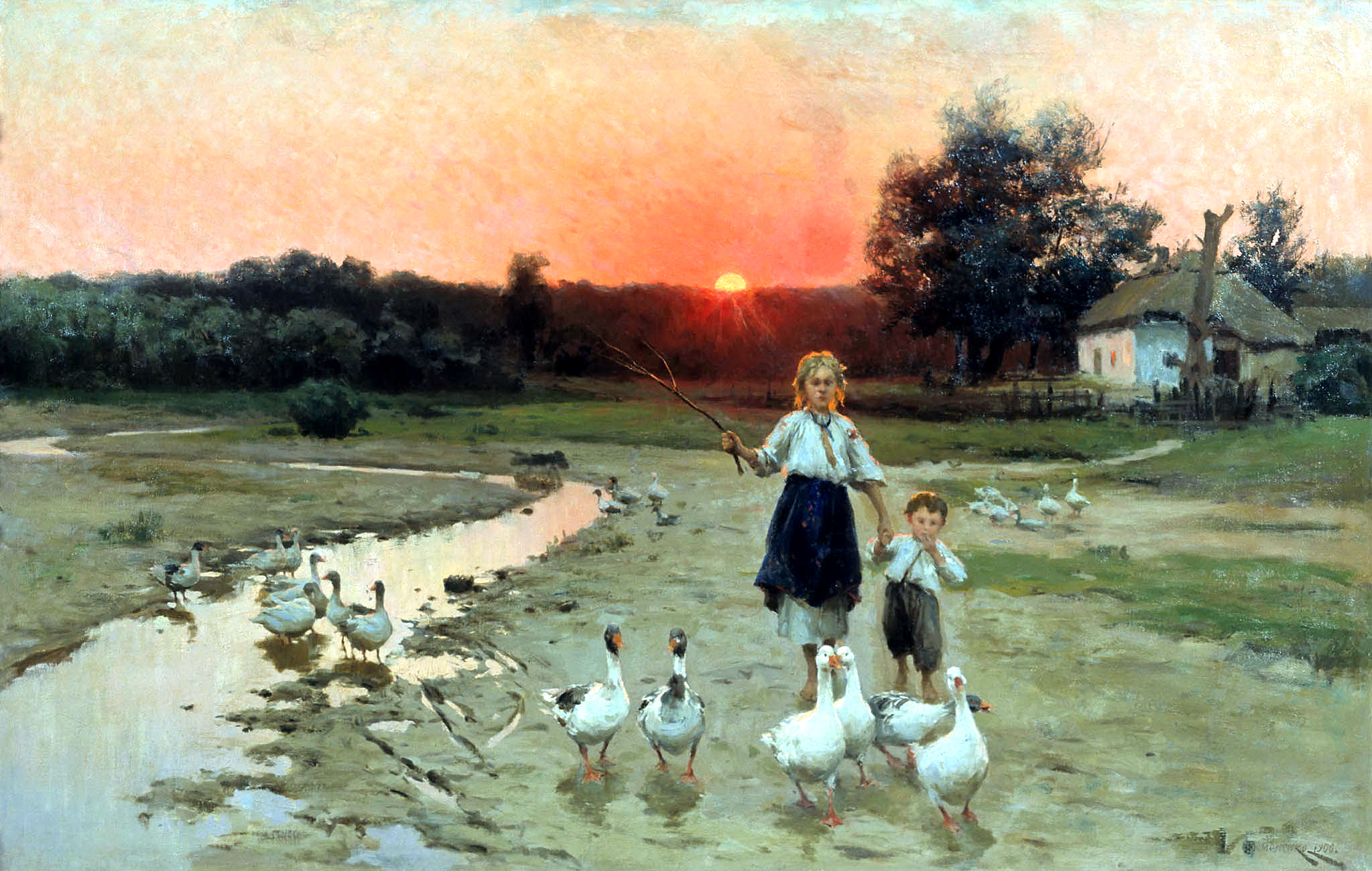
Вечоріє (1900),  полотно, олія, Рибінський державний історико-архітектурний і художній музей-заповідник
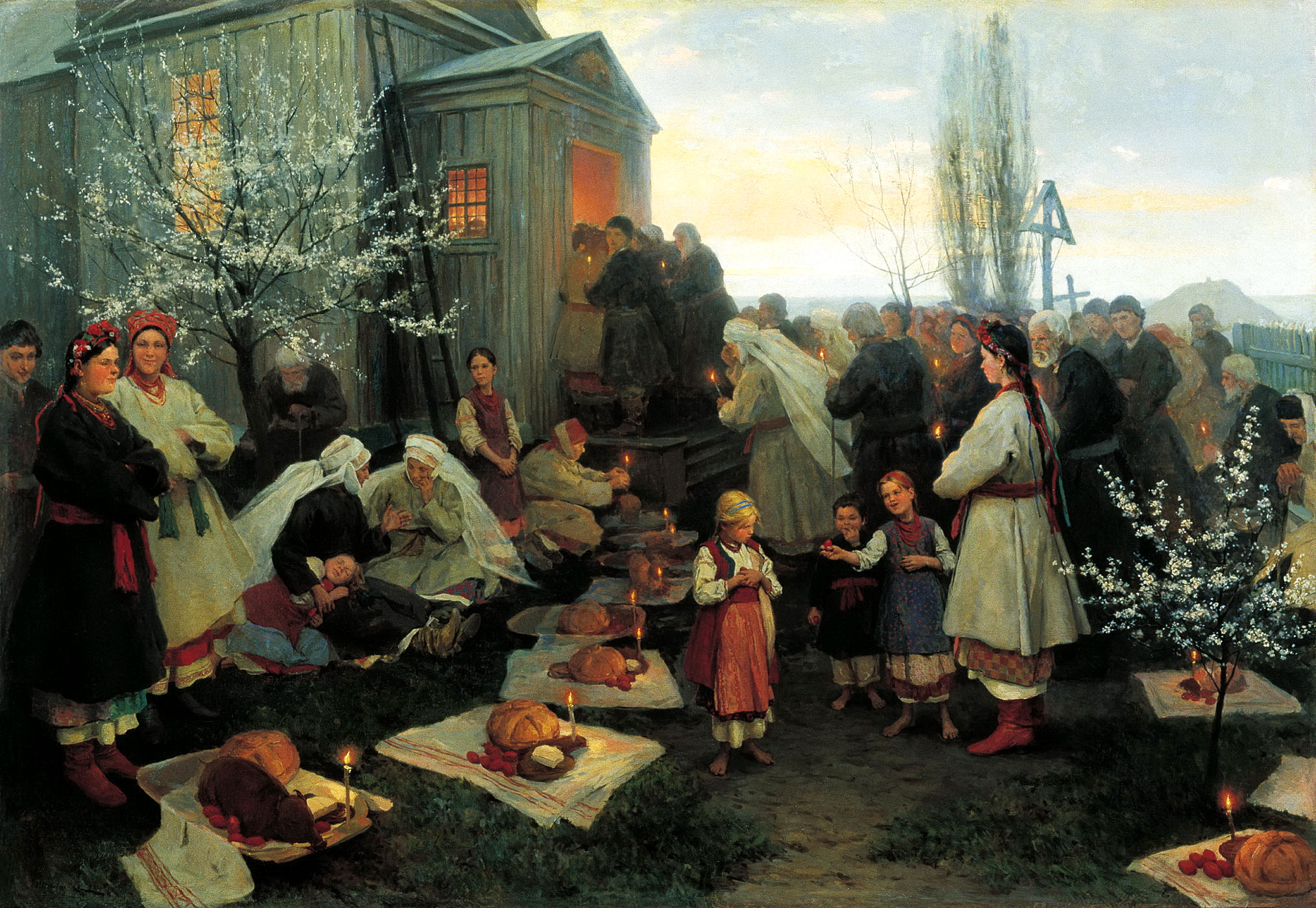
Великодня утреня (Ранок Христового Воскресіння) (1891),  полотно, олія, Рибінський державний історико-архітектурний і художній музей-заповідник
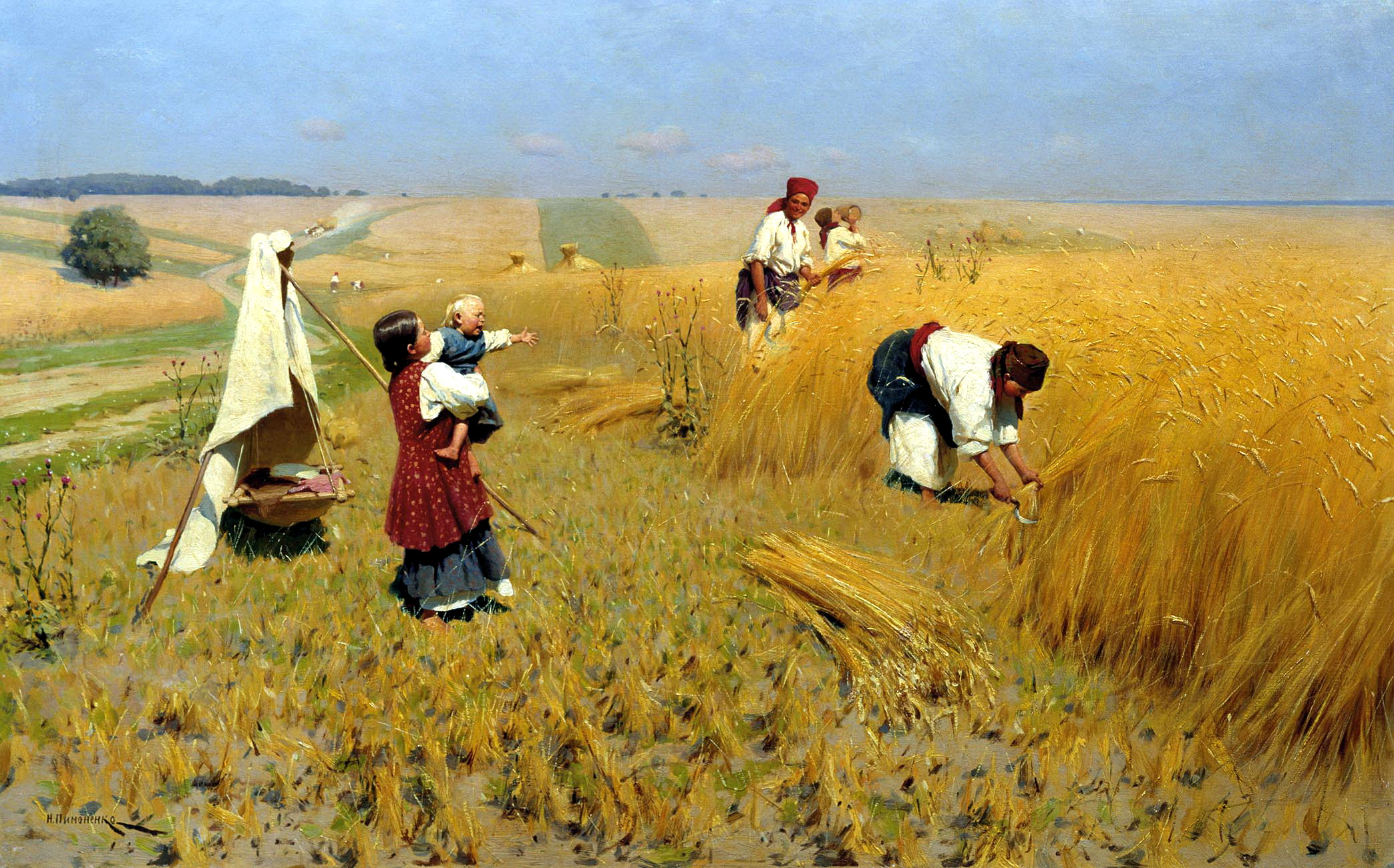
Жнива в Україні (1896),  полотно, олія, Волгоградський обласний музей образотворчих мистецтв
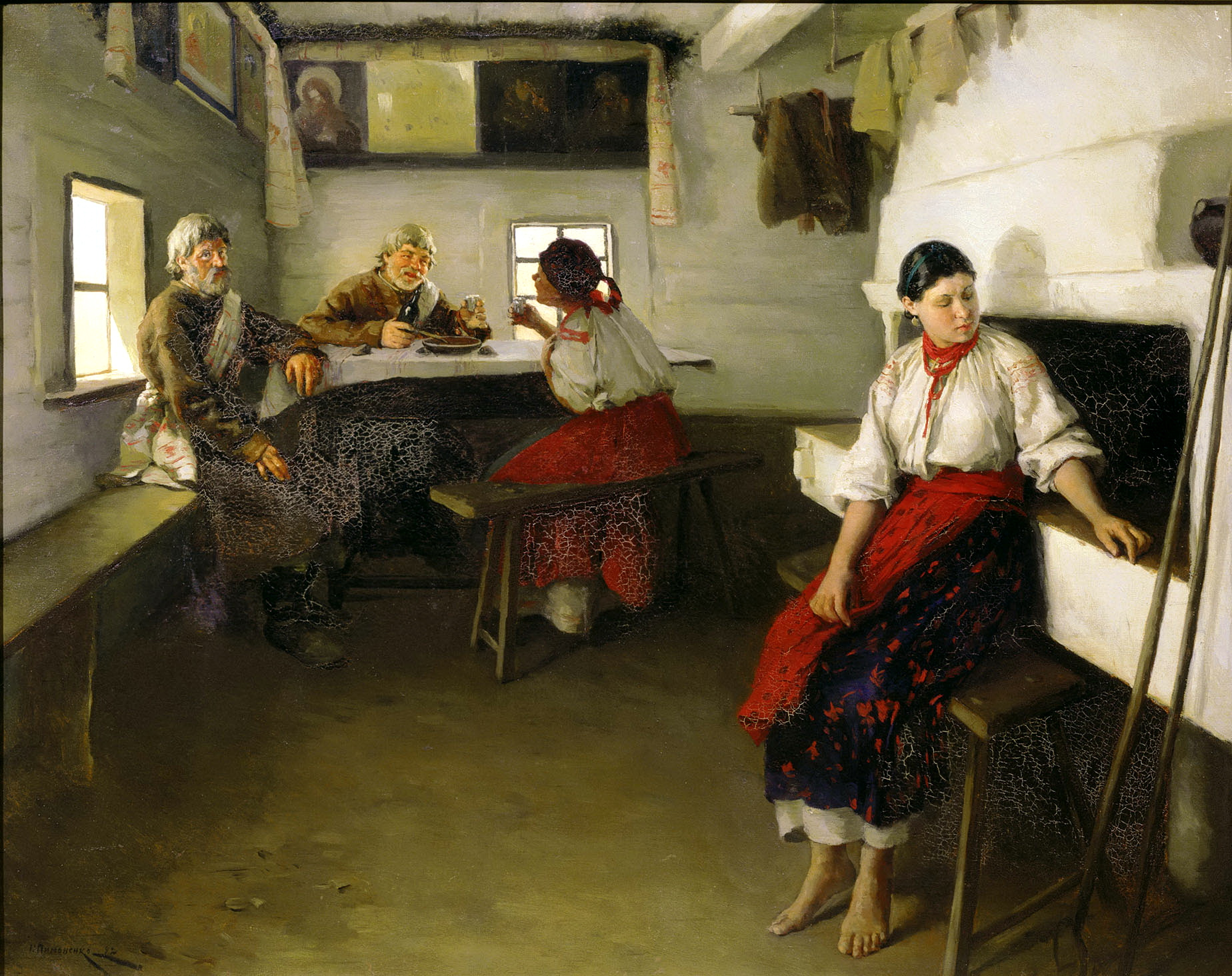
Свати (1882),  полотно, олія, Краснодарський крайовий художній музей
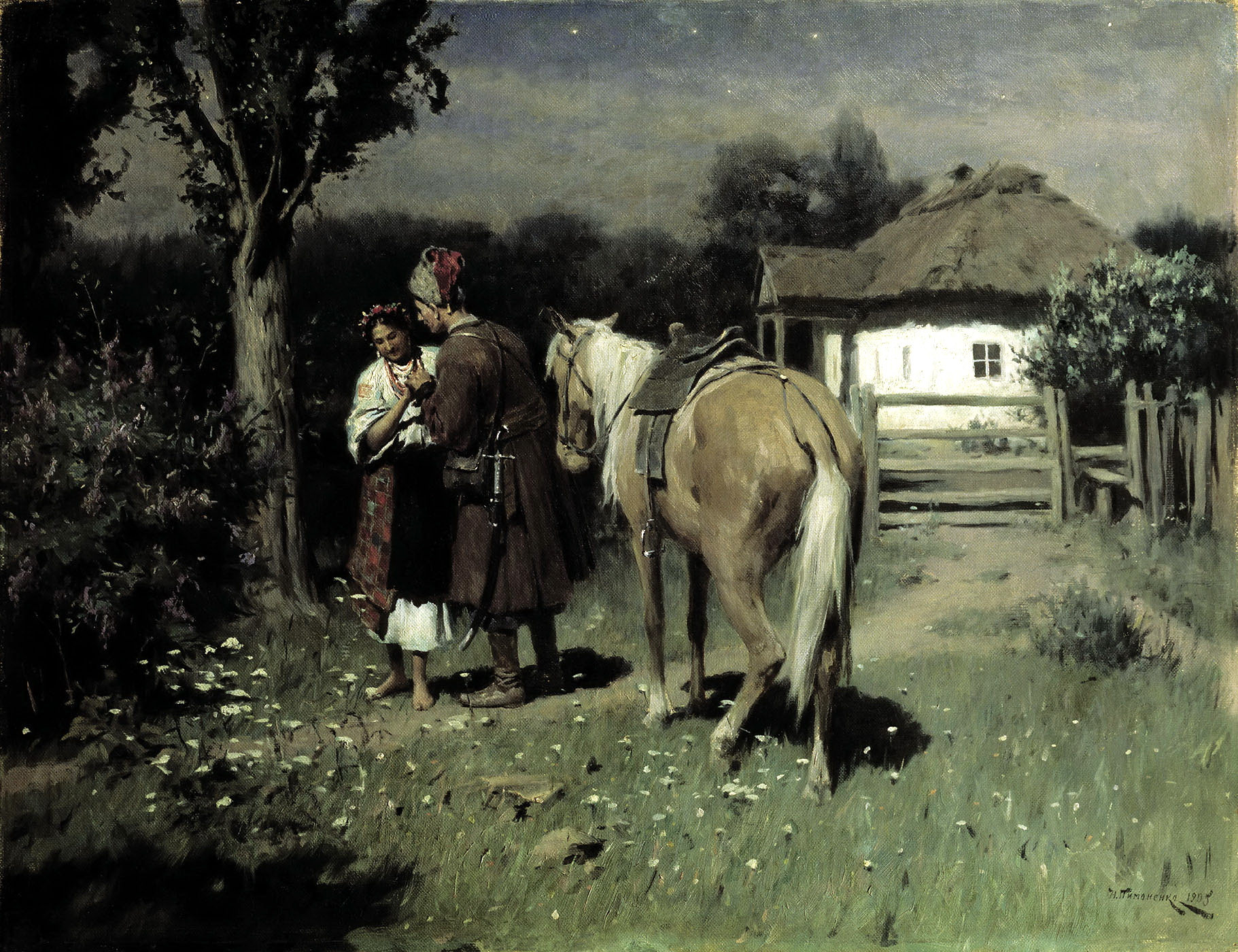
Українська ніч. Побачення (1905),  полотно, олія, Курська державна картинна галерея

### Київ

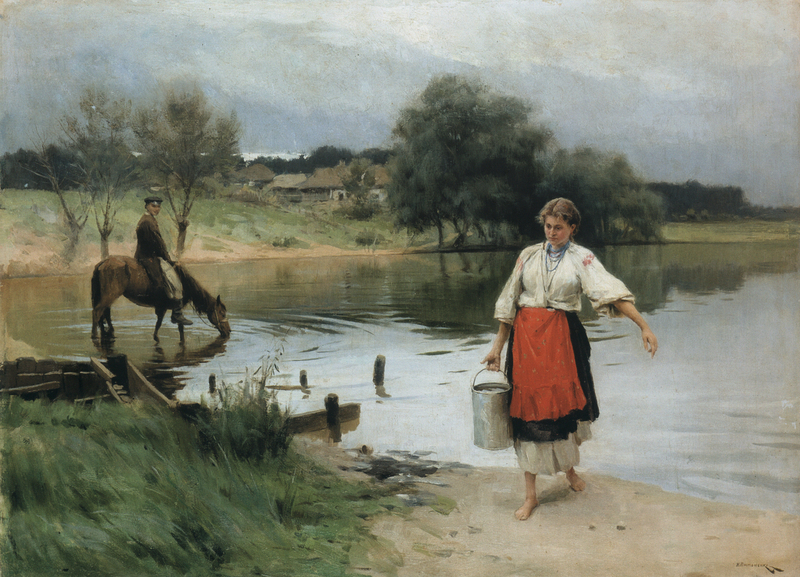
По воду, Національний художній музей України
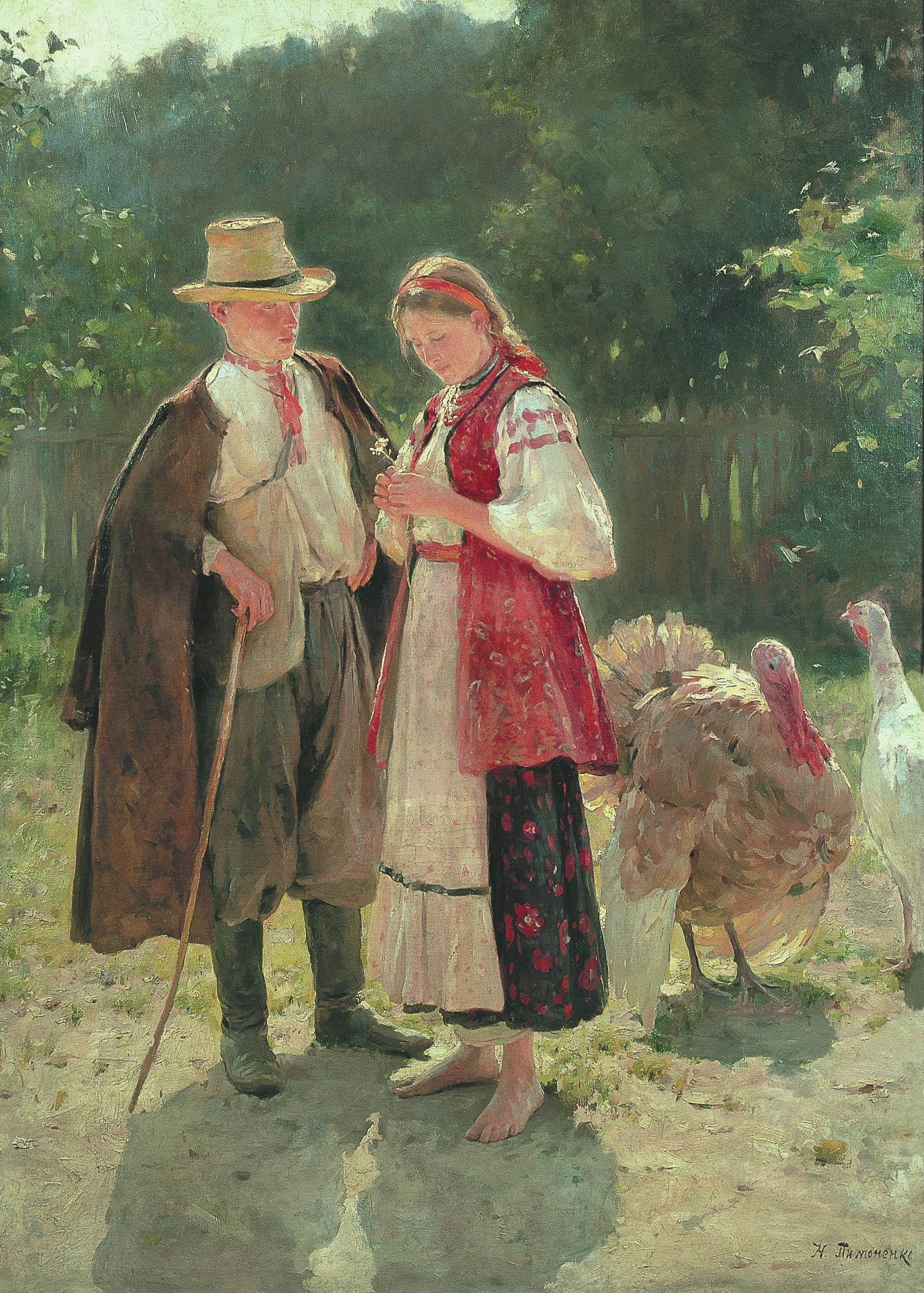
«Ідилія» (1908), Національний художній музей України
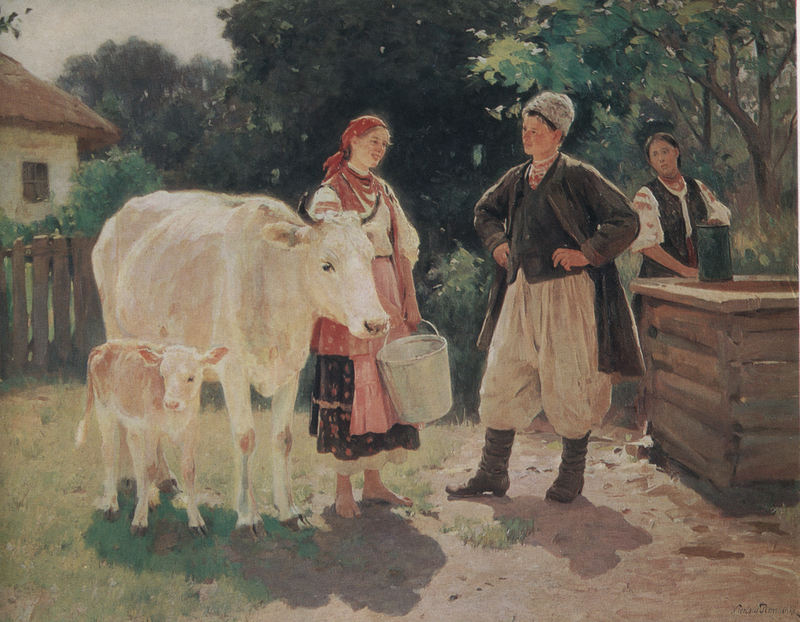
Суперниці. Біля криниці (1909), Національний художній музей України
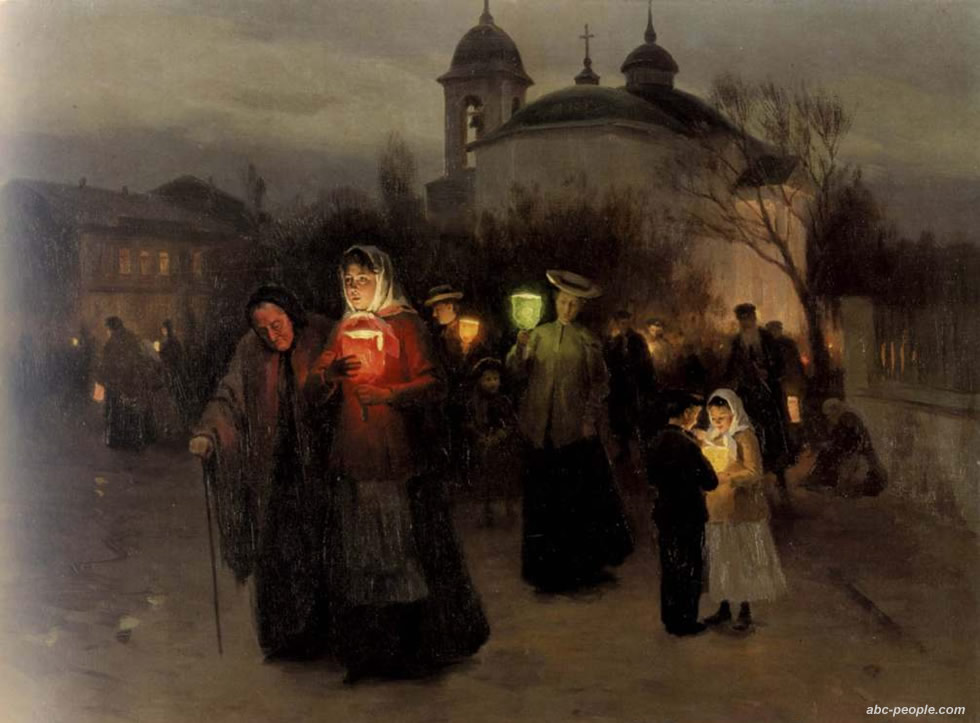
Великий четвер (друга половина 1900), Національний художній музей України
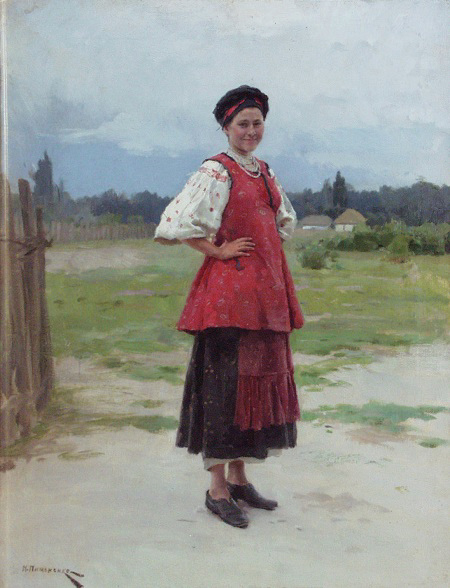
Молодиця (1890-ті), Національний художній музей України
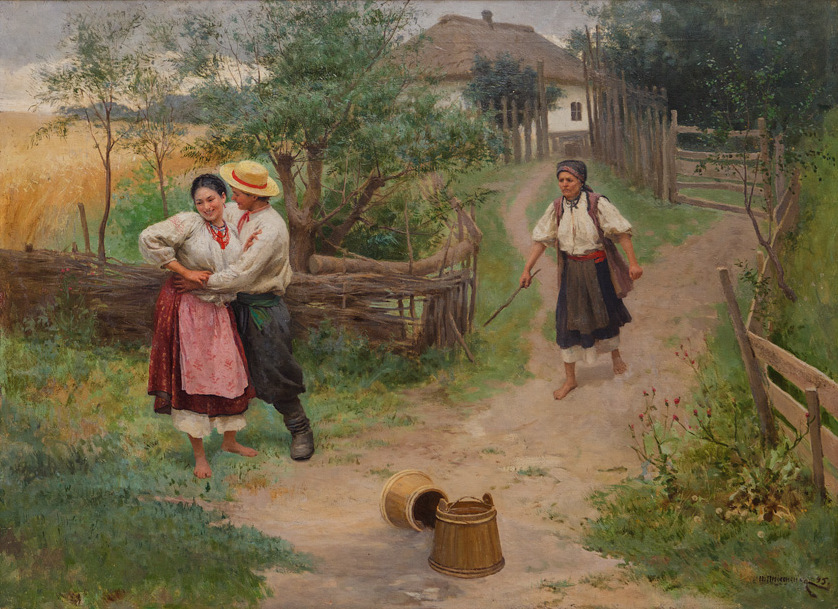
Не жартуй (1895), Національний художній музей України
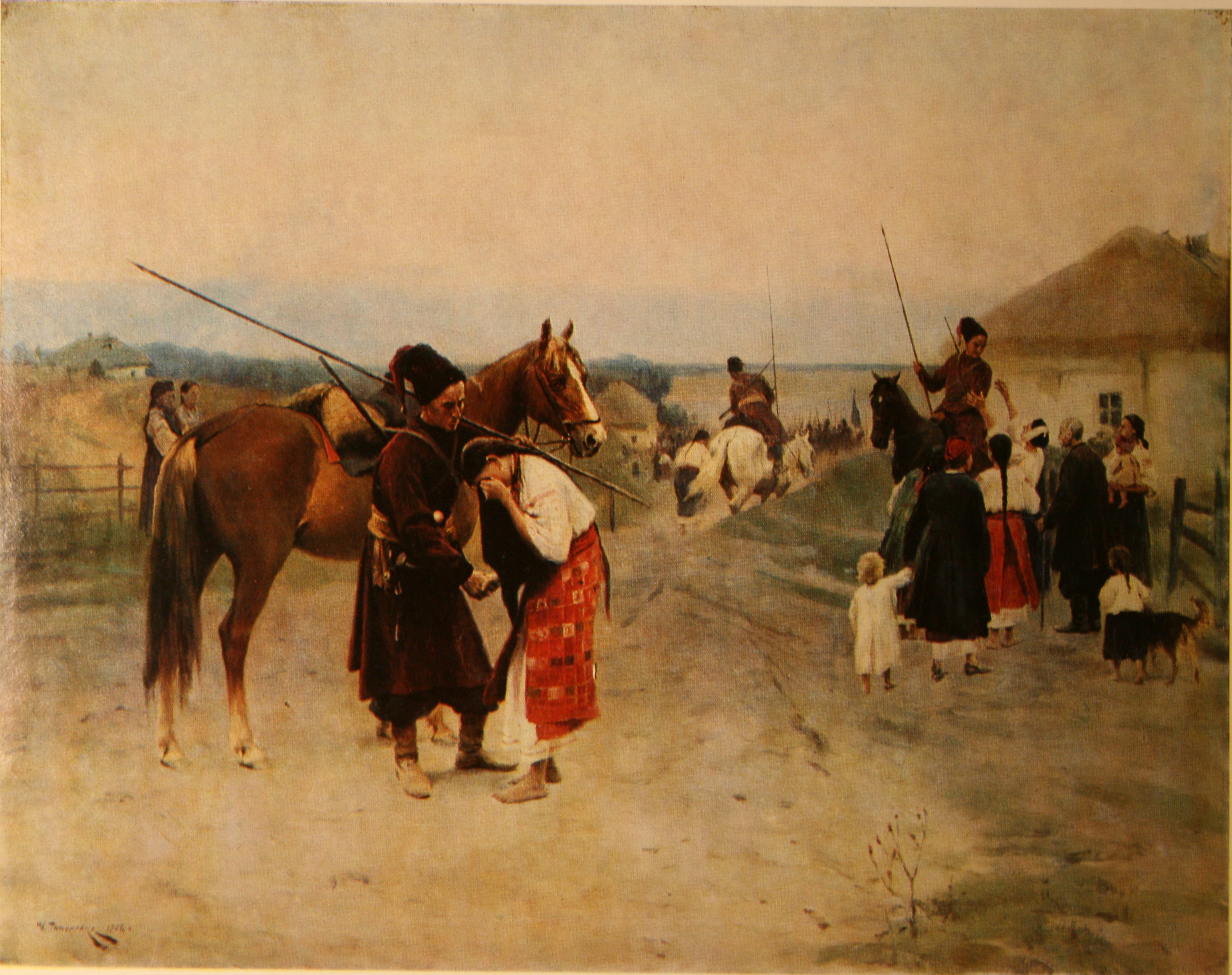
У похід (1902), Національний художній музей України
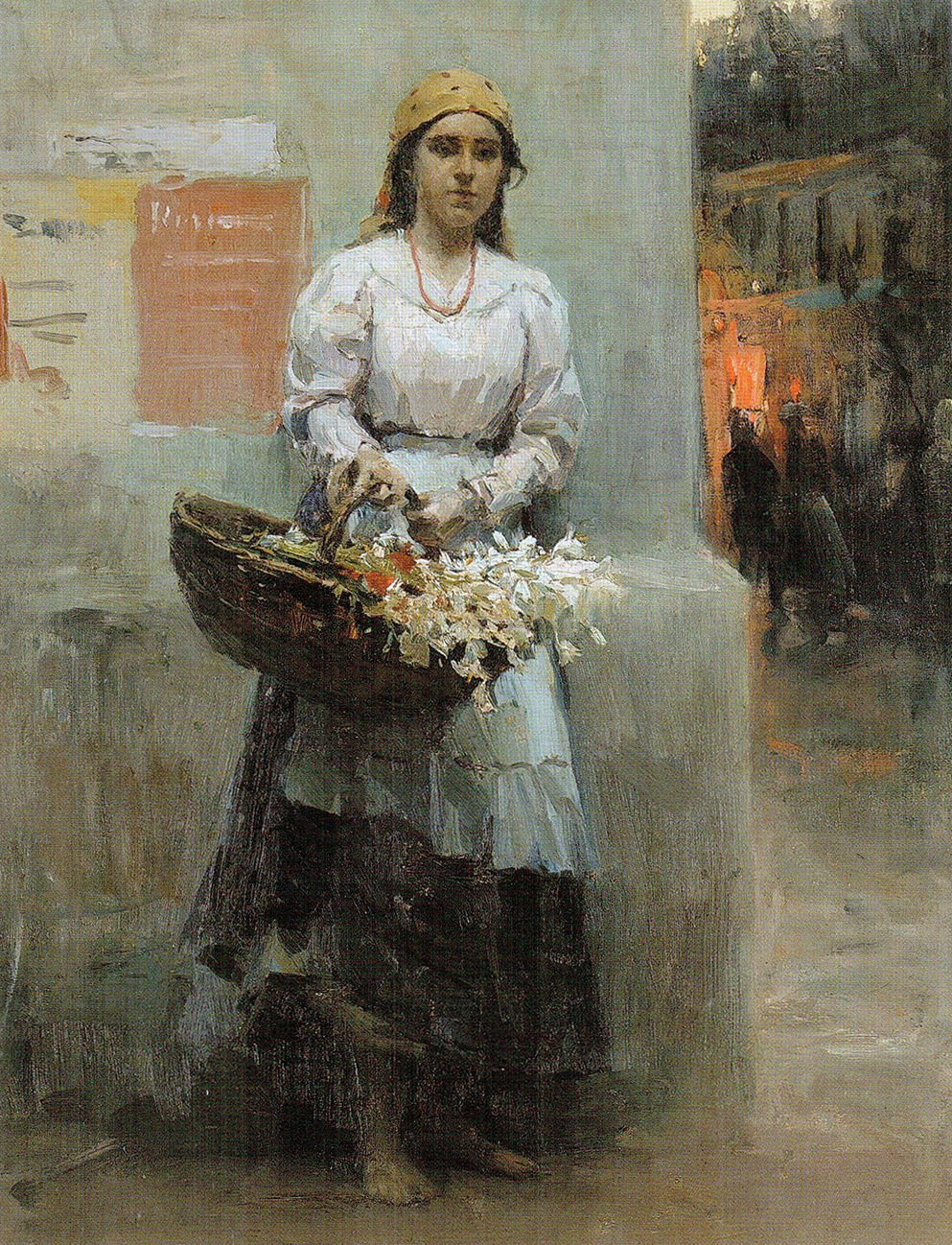
Київська квіткарка (1908), Національний художній музей України
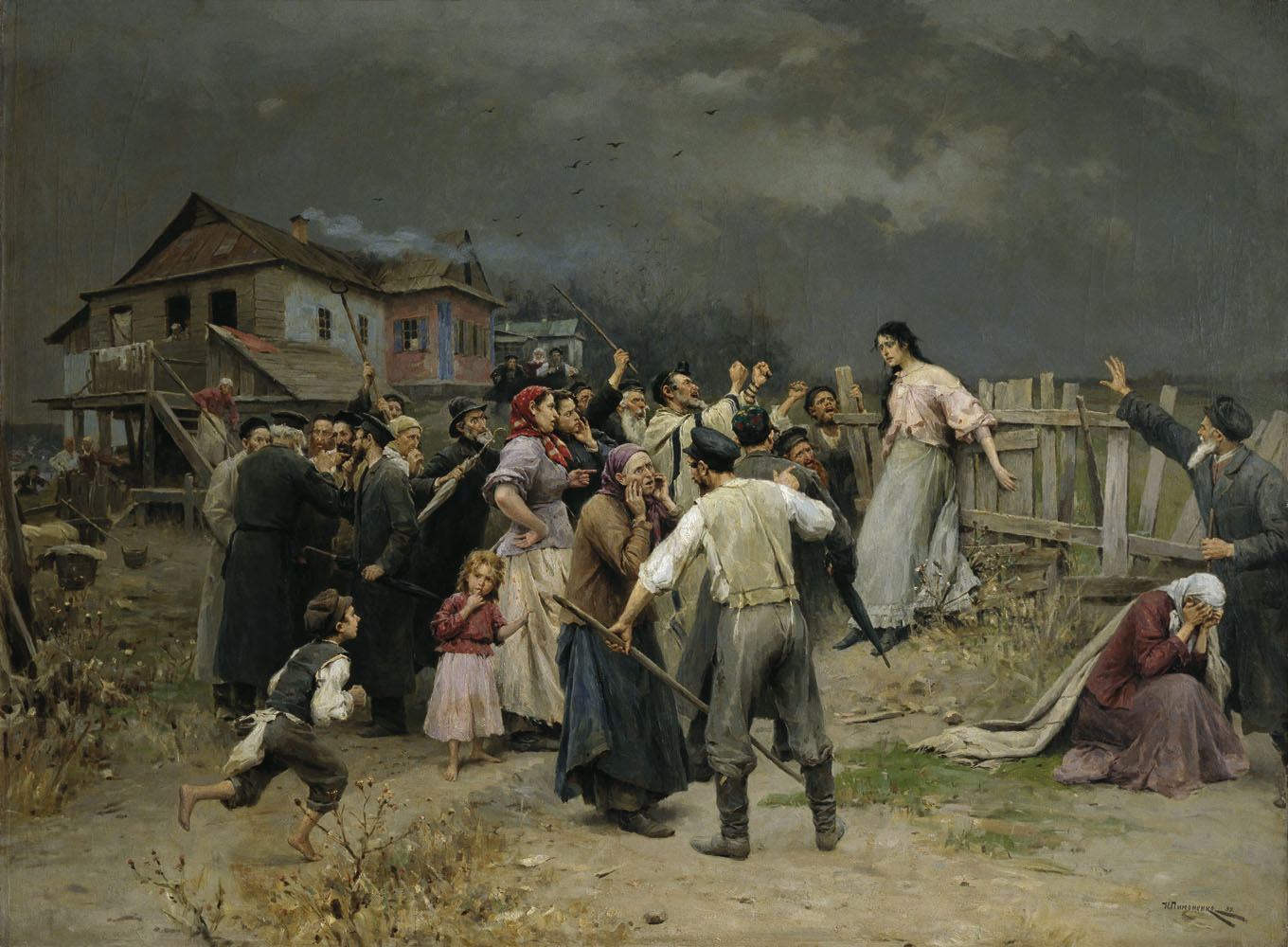
«Жертва фанатизму» (одна з копій) (1899), Національний художній музей України

### Інше

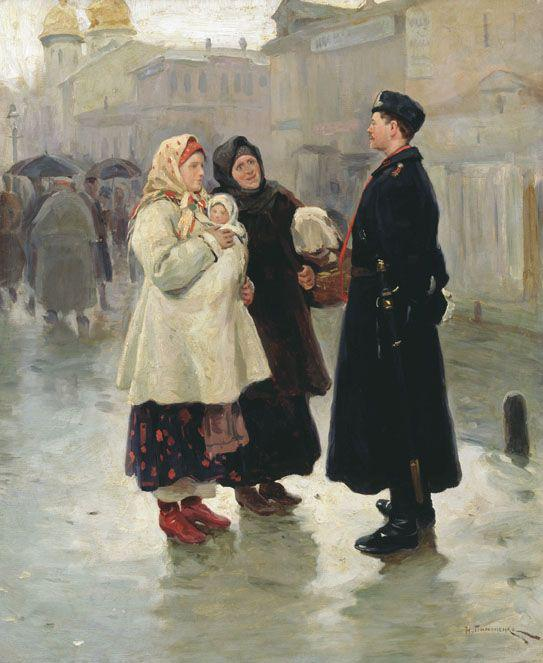
«Зустріч», 1908, Харківський художній музей
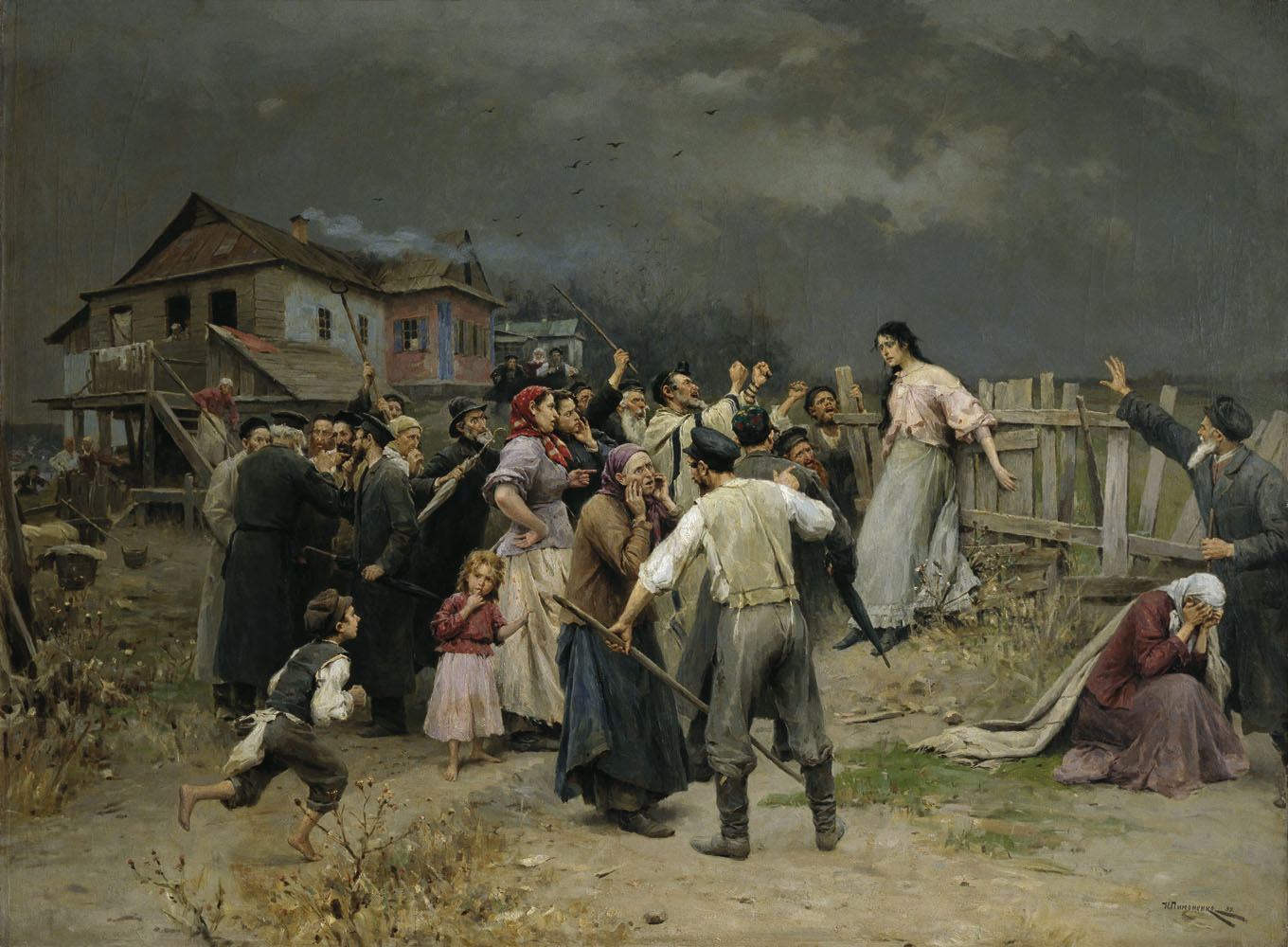
«Жертва фанатизму». (1898), Харківський художній музей
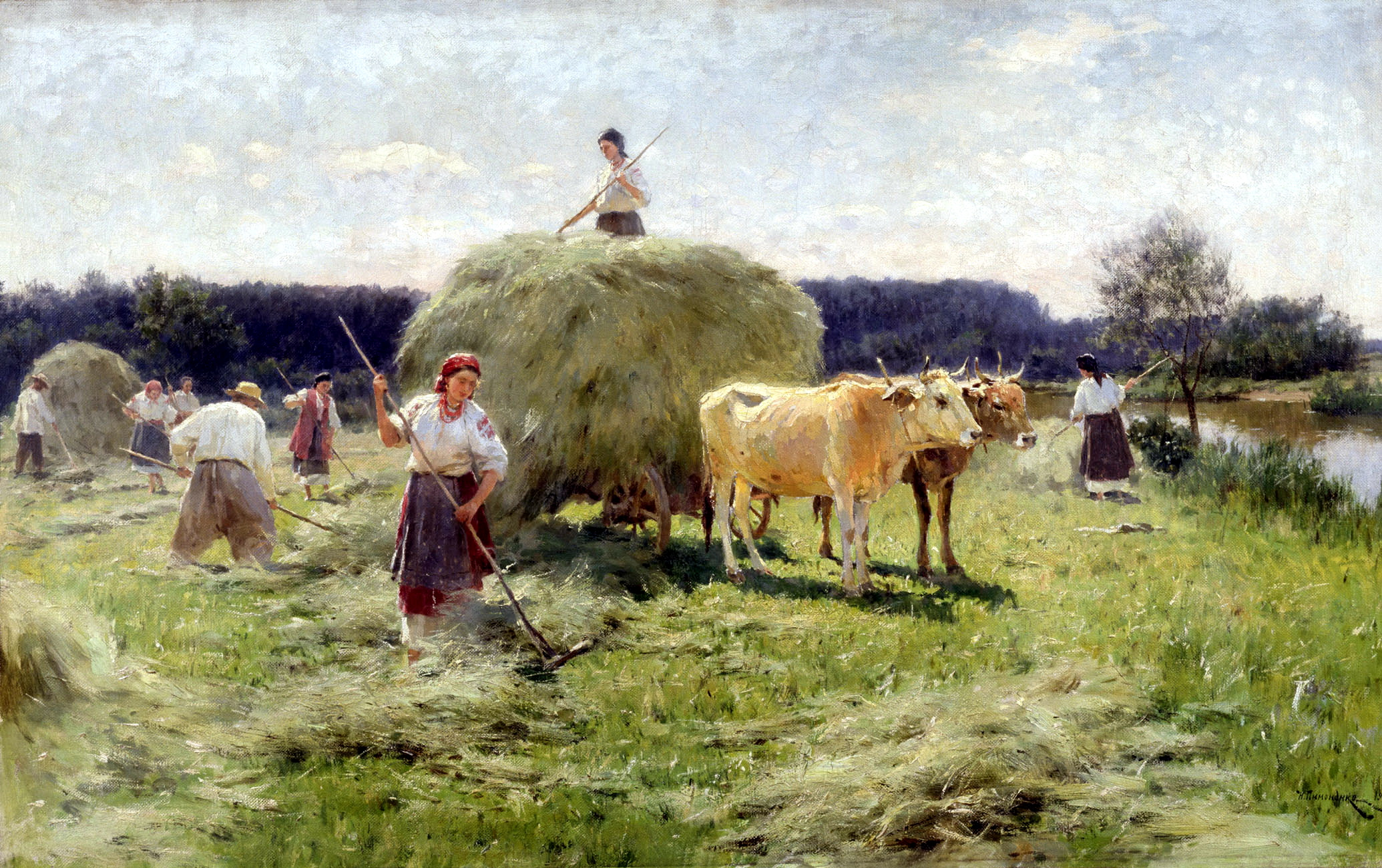
«Сінокіс», (раніше 1912), Харківський художній музей
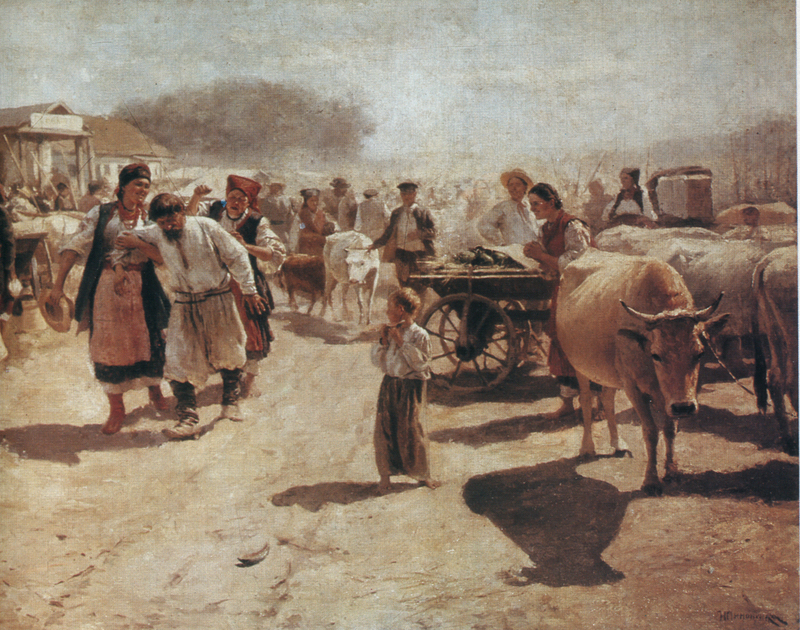
З базару, (1898), Харківський художній музей
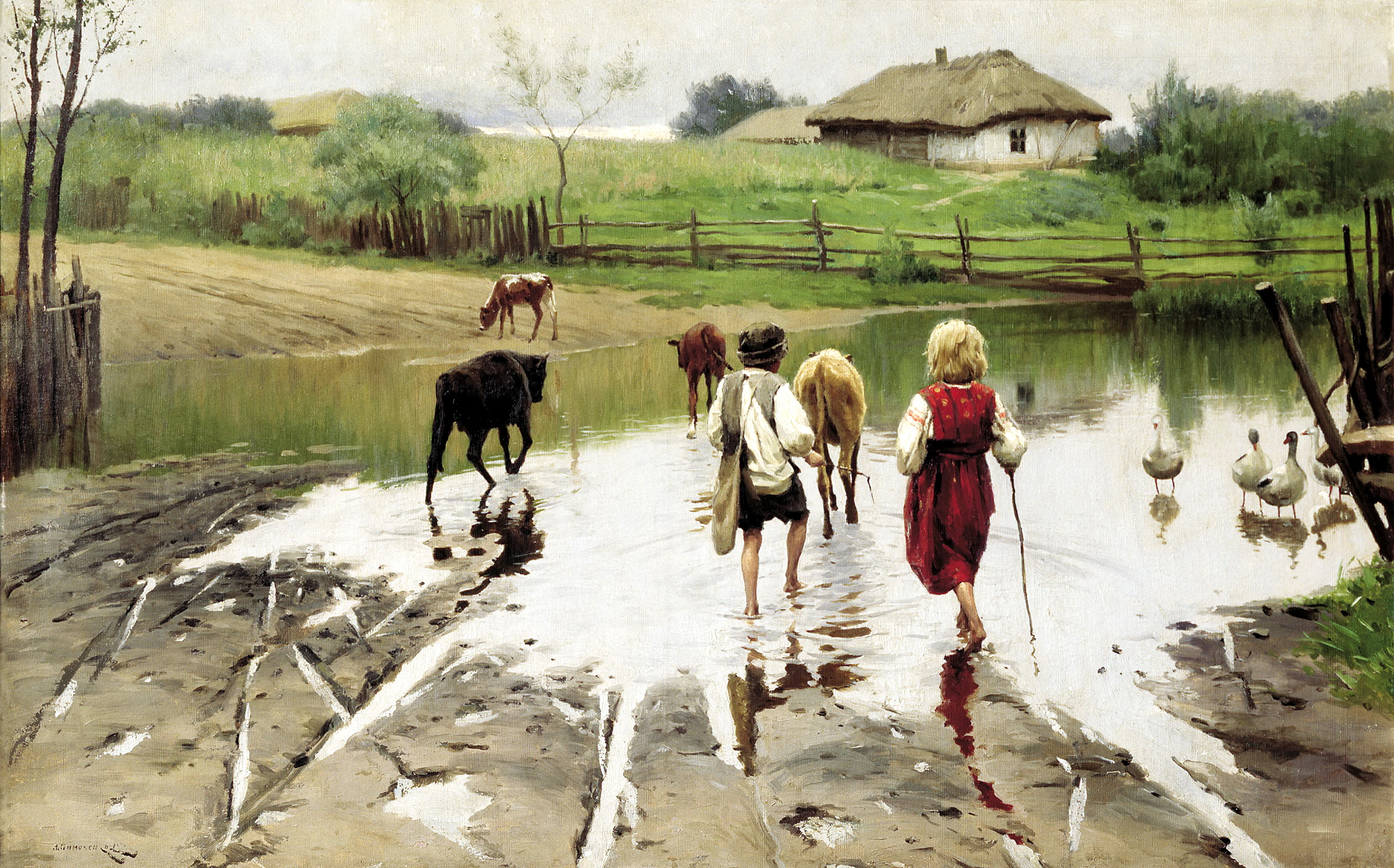
Брід, (1901), полотно, олія, Одеський художній музей
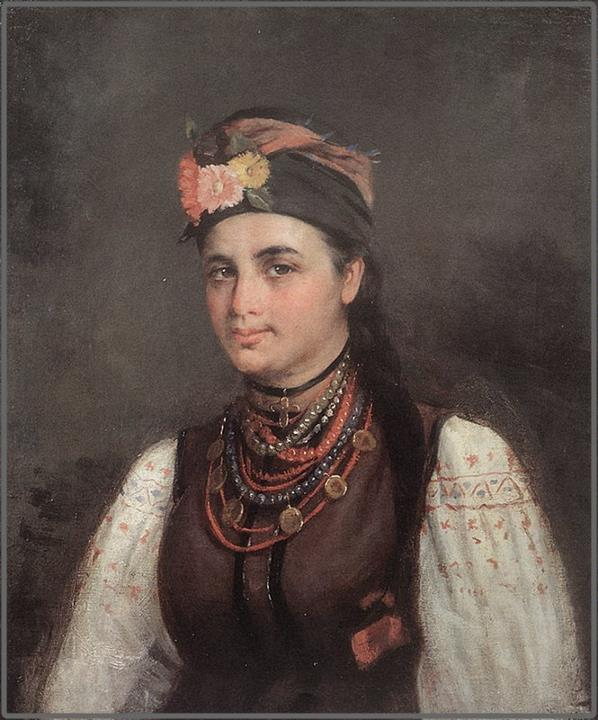
Портрет дівчини-українки (Портрет Марії Нестеренко), (1896), полотно, олія, Сумський обласний художній музей імені Никанора Онацького
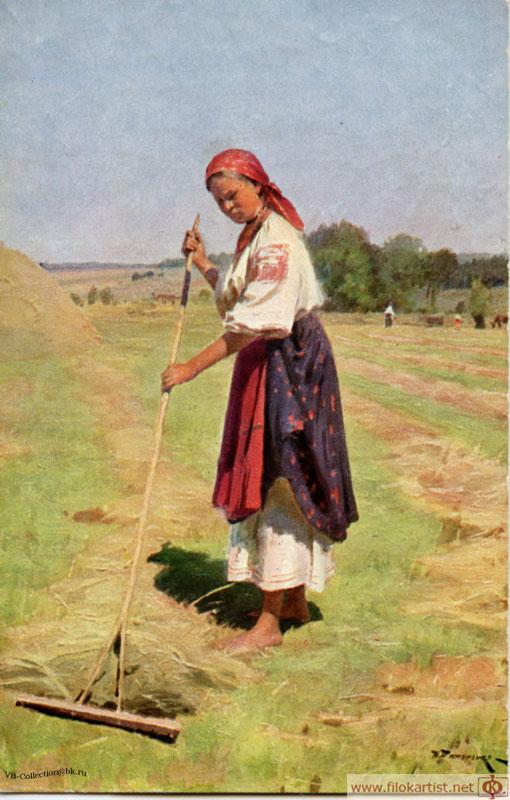
Дівчина з граблями
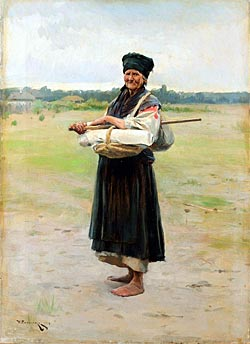
Продавчиня полотна, (1901)
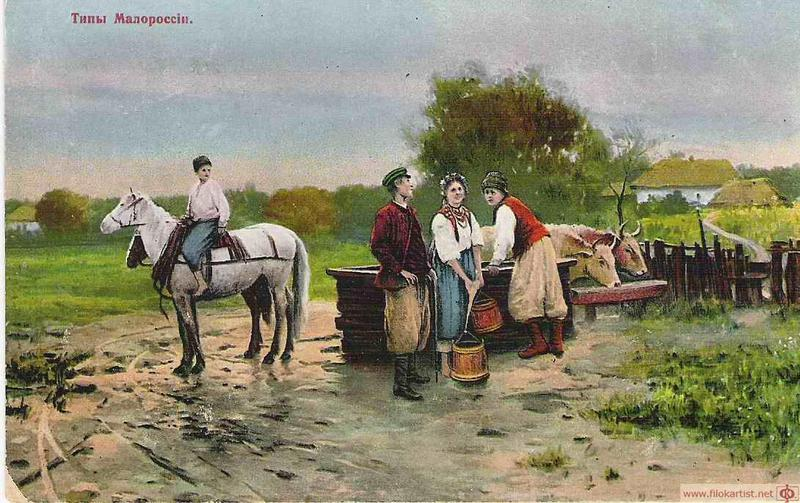
Суперники
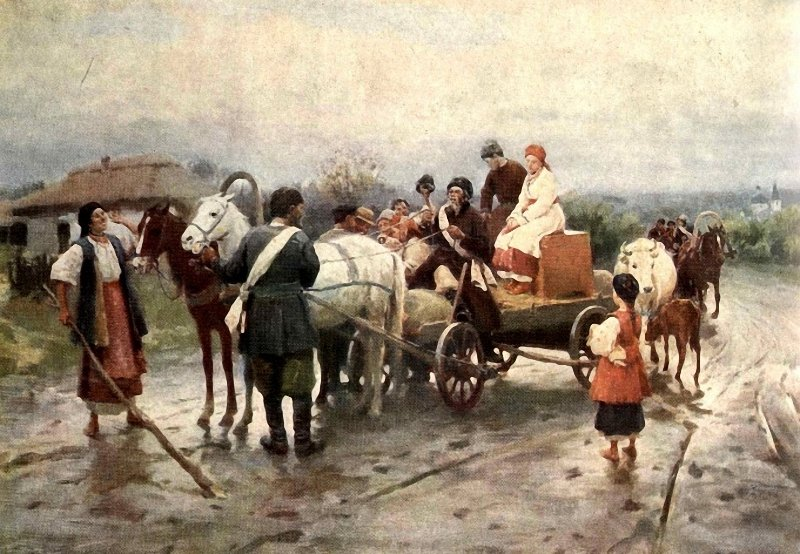
Весілля в Україні, (1908), полотно, олія, приватна колекція
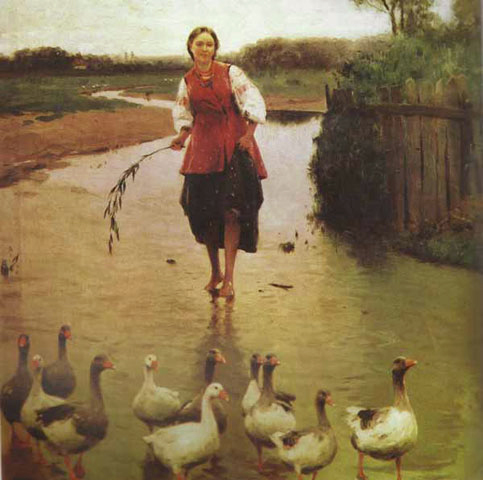
Гуси, додому, (1911), полотно, олія,  приватна колекція
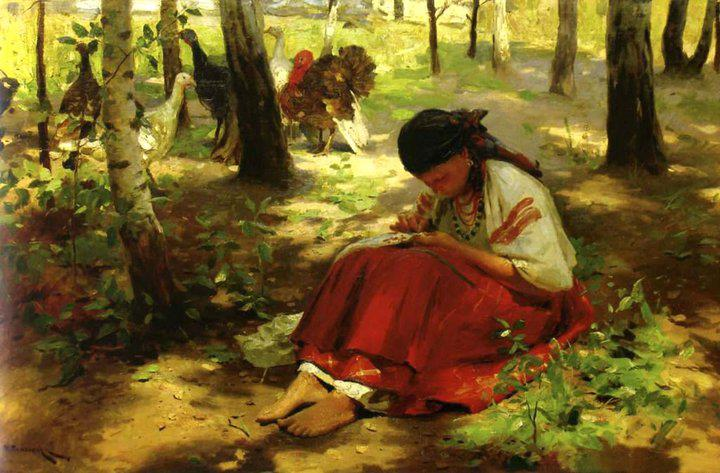
У затінку, (кінець 1900-х), полотно, олія,  приватна колекція
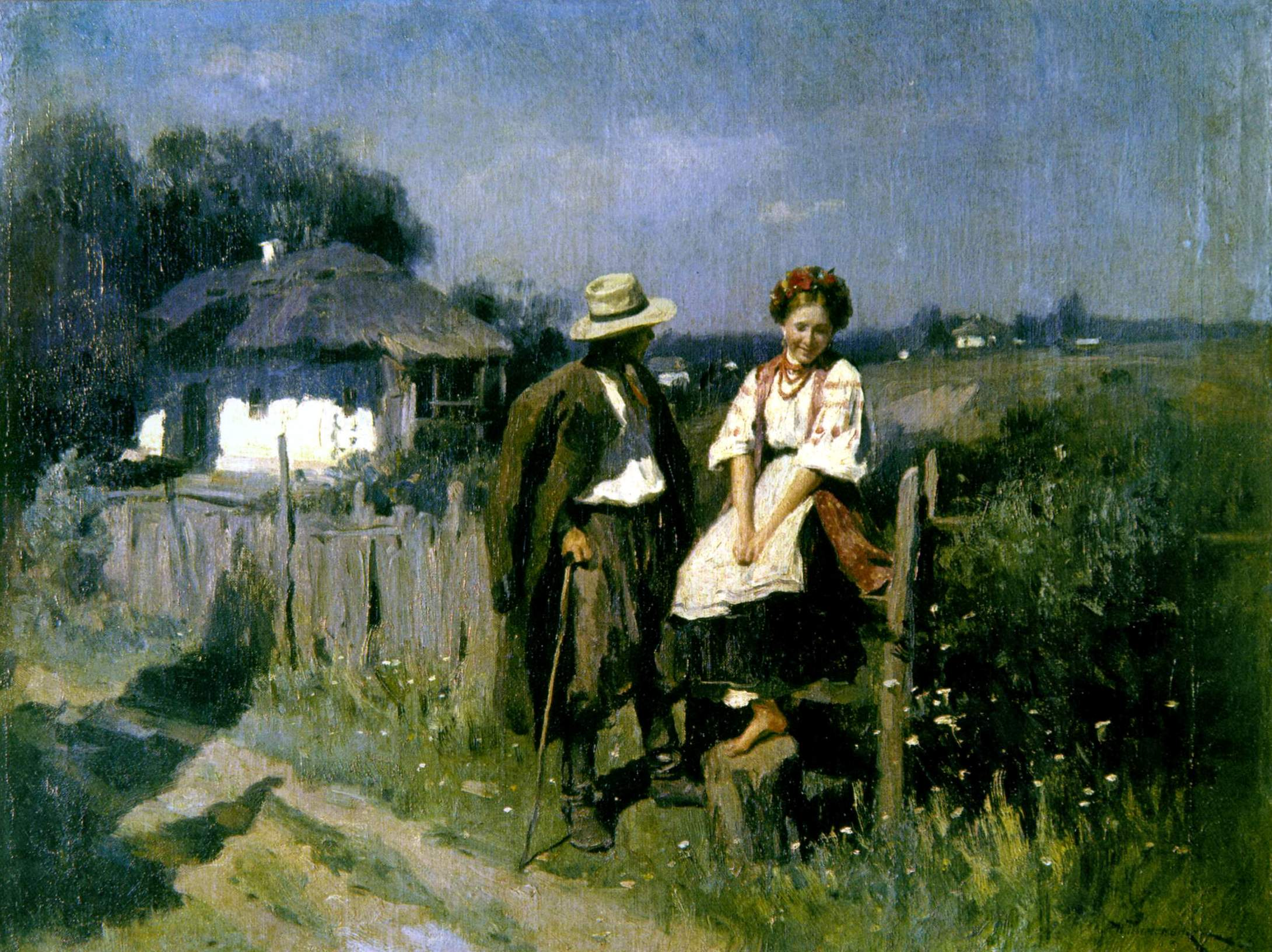
Побачення, (1908), полотно, олія,  приватна колекція
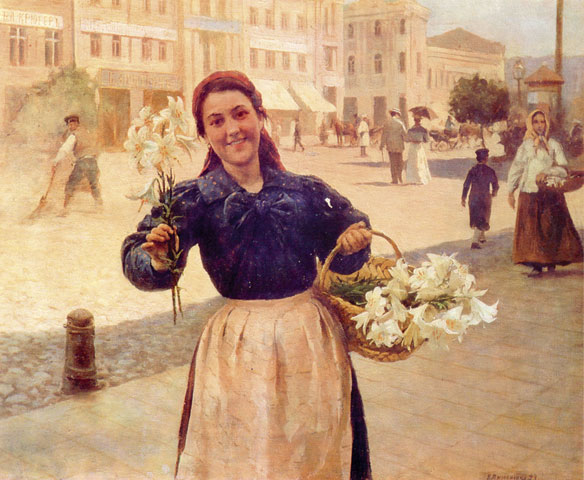
Київська квіткарка, (1897), полотно, олія, приватна колекція